# هلن کاپلان
هلن سینگر کاپلان (به انگلیسی: Helen Singer Kaplan) یکی از درمان‌گران اختلالات جنسی و مؤسس اولین کلینیک برای این منظور در ایالات متحده آمریکا بود.

## کتابشناسی
- راه‌های غلبه بر ناتوانی جنسی(انزال زودرس)